# Kanzellettner

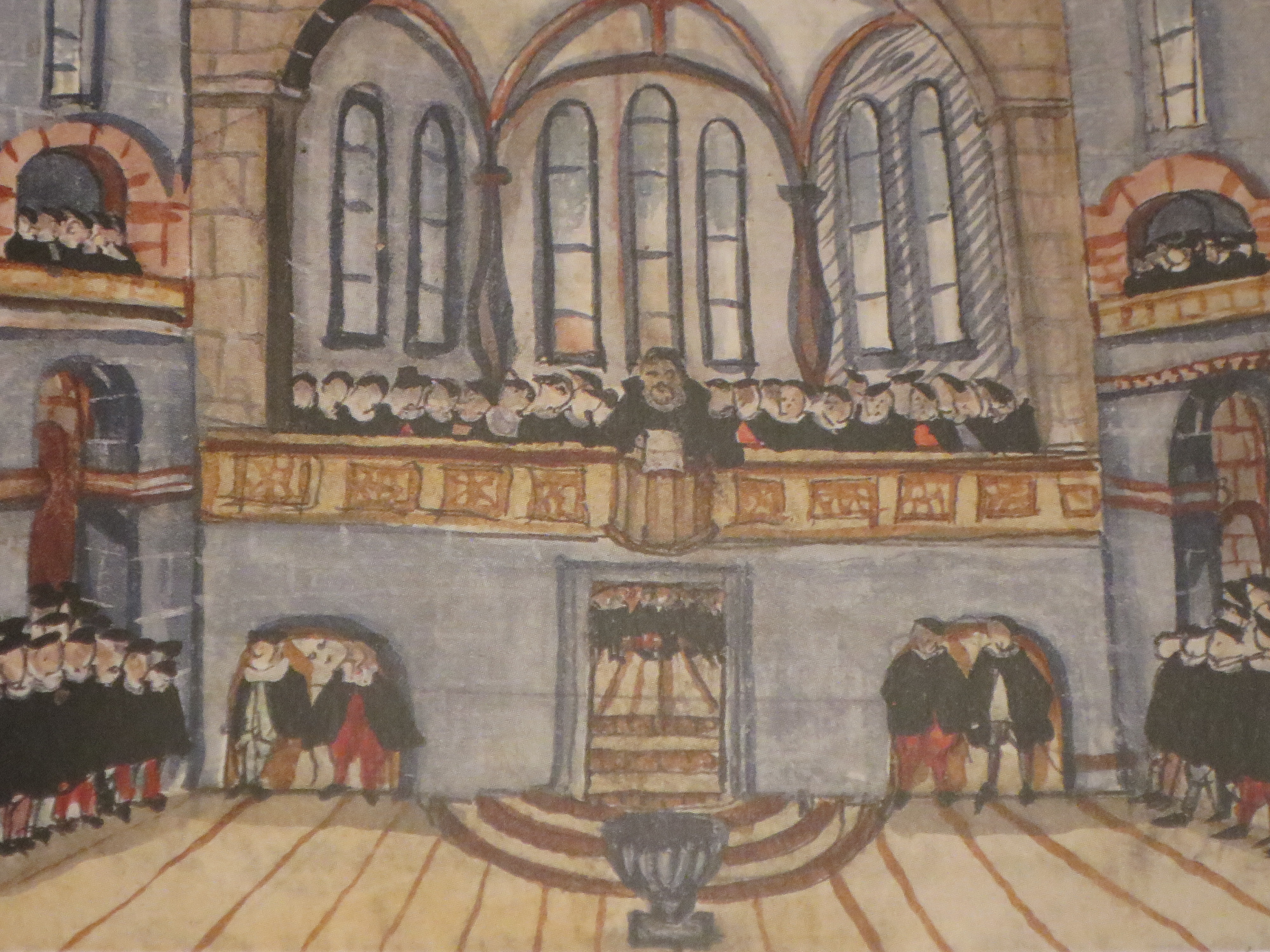
Kanzellettner von 1526 im Grossmünster in Zürich

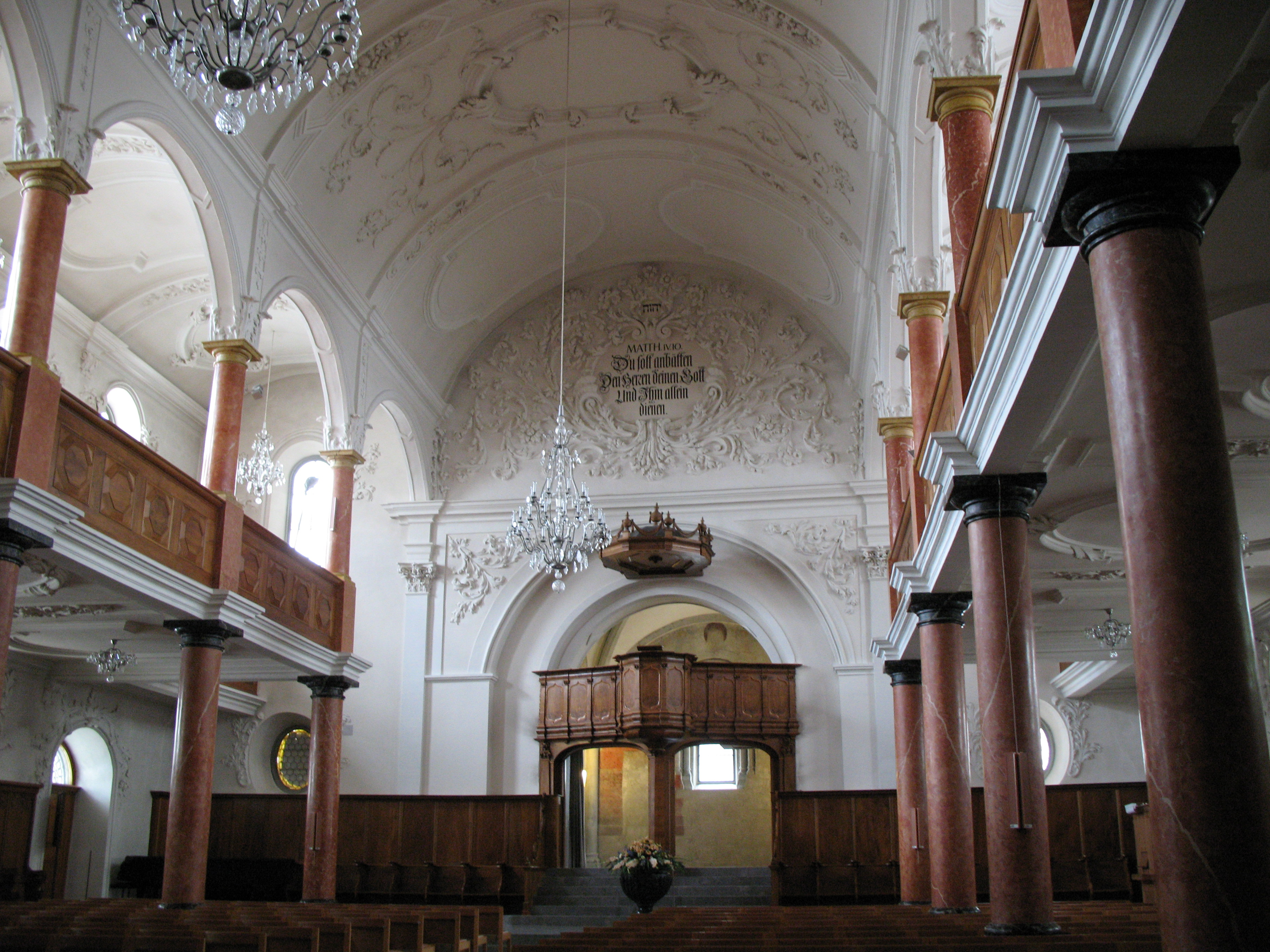
Kanzellettner in St. Peter in Zürich

Als Kanzellettner werden Lettner bezeichnet, die in erster Linie als Predigtstätte dienen. 

## Geschichte
Der Lettner diente im katholischen Kirchenbau des Mittelalters der Abschrankung zwischen dem Laienschiff und dem Chorraum, welcher der Priesterschaft, bzw. im Kloster den Ordensbrüdern und -schwestern vorbehalten war. Dabei konnten die Lettner durchaus auch als Predigtstätte dienen, wie der spätromanische Lettner der Klosterkirche Wechselburg zeigt, dem sogar eine Kanzel vorgelagert ist.
Kanzellettner haben dagegen eine diametral andere Funktion: Sie entstanden im Zuge der Reformation in protestantischen Kirchen, insbesondere reformierter Konfession. Der Chorraum als vom Laienschiff entrückter Raum der Priesterschaft zur Zelebration der Heiligen Messe wurde von den Reformatoren als überflüssig erachtet. Da die Wortpredigt in der reformierten Liturgie im Zentrum stand, sollte die Kanzel als Predigtort entsprechend im Mittelpunkt positioniert sein. Dazu kommt die Gewichtung des Allgemeinen Priestertums, das auf der theologisch-konzeptuellen Ebene die Distanz zwischen Pfarrer und Laienvolk verringerte. Solche liturgischen und theologischen Erwägungen führten zur Installation von Kanzellettnern vor dem Chorbogen reformierter Kirchenbauten, die aus dem Mittelalter stammten. Als frühestes Beispiel kann der 1526 erbaute Kanzellettner in Huldrych Zwinglis Pfarrkirche, dem Zürcher Grossmünster gelten.  Im 19. Jahrhundert wurden die Kanzellettner zum Teil wieder entfernt. 
Nachreformatorische Kirchenbauten mit Chor und Kanzellettnern sind ausgesprochen selten. Ein Beispiel ist die vom bedeutendsten reformierten Architekturtheoretiker Leonhard Christoph Sturm ausgestaltete Schelfkirche in Schwerin.

## Beispiele (Auswahl)
- Grossmünster, Zürich, 1526 (1851 entfernt)
- St. Peter, Zürich, 1706
- St. Johann, Schaffhausen, (1879 entfernt)
- Stadtkirche Winterthur, 1636 (im 19. Jahrhundert entfernt)
- Reformierte Kirche Steinmaur (1952 entfernt)
- Reformierte Kirche Wetzikon, 1636 (1895 entfernt)
- Schelfkirche, Schwerin, 1710 (1856 entfernt)

## Ähnliche Formen
Sehr verbreitet waren hölzerne Abschrankungen des Kirchenraums mit vorgelagerten Kanzeln im reformierten Kirchenbau des Barocks in den Niederlanden.
Bei den Kirchenbauten des Wiesbadener Programms befindet sich die Kanzel an einer Kanzelwand, die den Kirchenraum von dahinter liegenden Gemeinderäumen abtrennt.

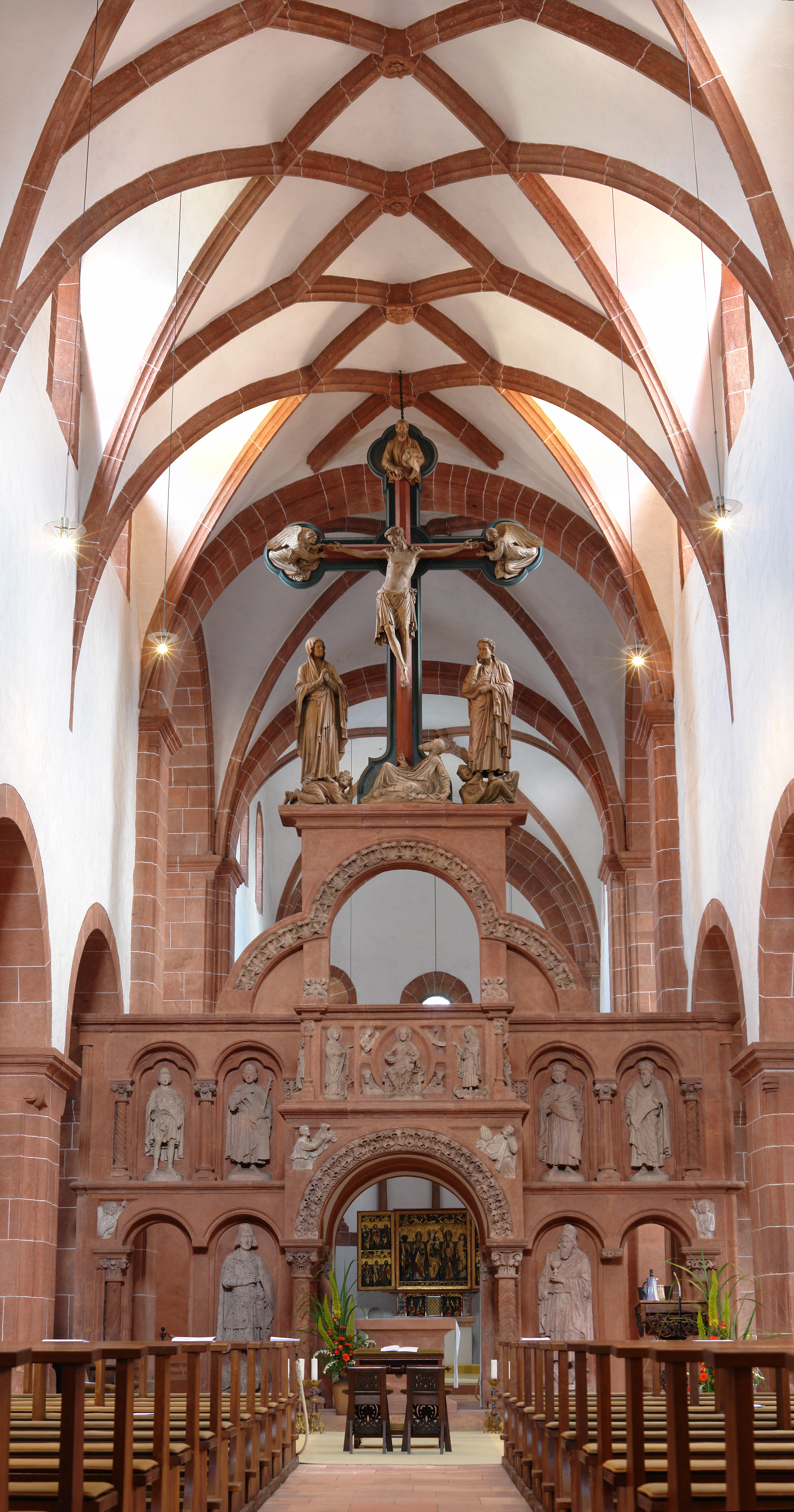
Vorreformatorischer Kanzellettner im Kloster Wechselburg
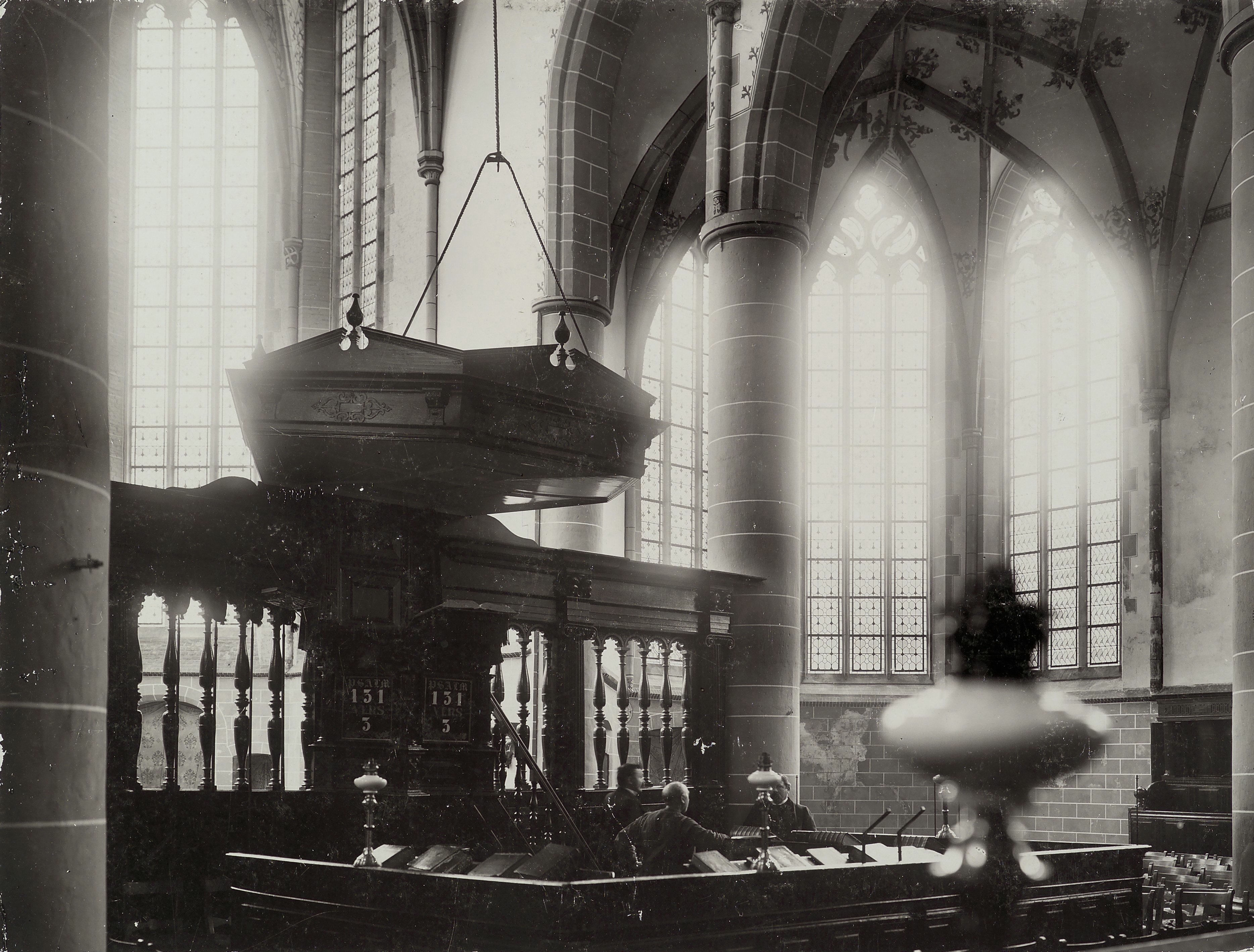
Grote Kerk in Hattem: Lettner mit vorgelagerter Kanzel
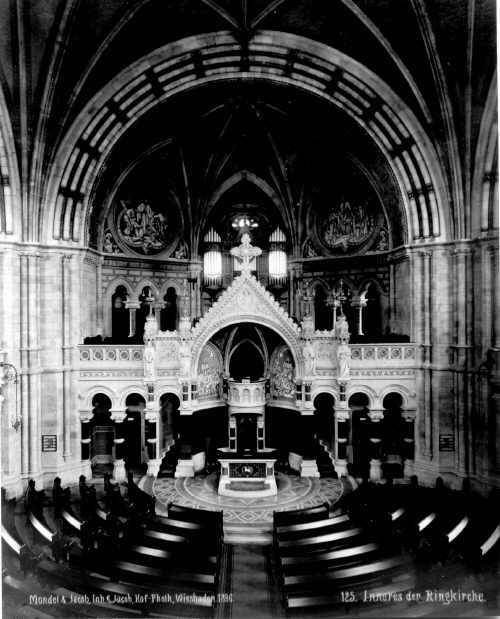
Kanzelwand in der Ringkirche in Wiesbaden